# Monolake
Cet article concerne le duo de musique électronique allemand. Pour le lac américain, voir Mono Lake.
Monolake est un duo de musique électronique formé en 1995 à Berlin. Ses membres étaient à l'origine Gerhard Behles et Robert Henke. Actuellement seul Robert Henke produit sous ce nom, avec depuis 2001 la collaboration régulière de Torsten Pröfrock (dit T++). Depuis 2001 également, Gerhard Behles a quitté Monolake pour se concentrer sur le développement de Ableton Live, logiciel de séquençage.
Robert Henke, assisté de Ralf Suckow et de divers collaborateurs, a développé deux versions successives d'un contrôleur MIDI baptisé Monodeck, à partir du projet libre MIDIBOX, adapté à l'utilisation du logiciel Ableton Live et permettant une approche intuitive du live. 
La techno minimaliste de Monolake, influencée par le dub, a largement contribué à construire le son du label allemand Chain Reaction, également situé à Berlin. 
Robert Henke développe le label Monolake/Imbalance Computer Music ([ ml/i ]) sur lequel sont publiées la plupart des productions de Monolake.
Monolake est baptisé du nom d'un lac (le Mono Lake) situé à l'est de la Sierra Nevada en Californie.

## Discographie
- Cyan (1996, 12")
- Magenta (1996, 12")
- Lantau / Macao (1997, 12")
- Occam / Arte (1997, 12"; réédité en 2001)
- Hongkong (1997, CD)
- Tangent (1998, 12")
- Interstate (1999, CD)
- Gobi: The Desert EP (1999, CD)
- Fragile / Static (1999, 12")
- Stratosphere / Ice (2000, 12")
- Gravity (2001, CD)
- Ionized / Ping / Frost (2001, 12")
- Polaroid / Polaroid Remix (2001, 12")
- Cinemascope (2001, CD)
- Bicom / Remoteable Cut (2001, 12")
- Linear / Atomium / Reminiscense (2003, 12")
- Momentum (2003, CD)
- Cern / White_II (2003, 12")
- Invisible / Force (2005, 12")
- Axis / Carbon (2005, 12")
- Polygon Cities (2005, CD)
- Digitalis / Plumbicon (2005, 12")
- Plumbicon Versions I (2005, 12")
- Plumbicon Versions II (2005, 12")
- Plumbicon Versions (2006, CD)
- Alaska / Melting [1] (2006, 12")
- Silence (2009, CD)
- Ghosts (2012, CD & 12")
- VLSI (2016, CD)
- Archaeopteryx (2020, CD double)